# Rubus parvus
Малина мала (Rubus parvus) — вид рослин родини Малина.

## Будова
Повзуча багаторічна рослина. Стебло галузиться. Старі стебла не мають голок. Листя зубчасте шкірясте 16 мм завдовжки. Квіти білі 2,5 см завширшки з 5-ма пелюстками з'являються на квітконіжках 2,5 см завдовжки. Червоні ягоди 2,5 см в діаметрі.

## Поширення та середовище існування
Зростає на Південному острові Нової Зеландії у лісах та долинах річок, де вона формують великі зарості бронзового кольору.

## Практичне використання
Ягоди їстівні, солодкі.